# Dolna (Strzelce)
Pour les articles homonymes, voir Dolna.
Dolna est une localité polonaise du gmina de Leśnica, située dans le powiat de Strzelce en voïvodie d'Opole.